# Lalegölü, Toprakkale
Lalegölü là một xã thuộc huyện Toprakkale, tỉnh Osmaniye, Thổ Nhĩ Kỳ. Dân số thời điểm năm 2010 là 812 người.